# 裕仁天皇所獲獎項列表

昭和天皇裕仁

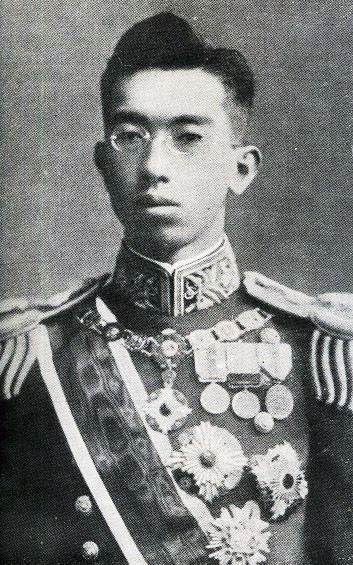
1924年的攝政宮皇太子裕仁親王

本條目列出日本第124代天皇昭和天皇裕仁一生所獲得的勳章獎章列表。昭和天皇是日本在位時間最長的天皇，於戰時戰後都是絕對關鍵性重要人物。1926年12月25日被授予大元帥軍銜同時出任大本營的最高領袖。1945年8月14日發表《終戰詔書》，並向民眾玉音放送，親口布告日本無條件投降，同時成為日本史上首位承認自己沒有神格的天皇。戰後裕仁積極出訪各國塑造親民形象、反省戰爭錯誤彌補早期過失，榮獲多國頒贈多項榮譽項目。

## 日本勋章奖章
- 大勳位菊花章頸飾
- 大勳位菊花大綬章
- 桐花大綬章
- 功一級金鵄勳章（1947年廢止）
- 勳一等瑞寶章
- 文化勳章

## 外国勋章奖章
- 聯邦十字勳章特等星十字級（西德）
- 芬兰白玫瑰勋章大十字颈饰级（芬兰，1942年[3]）
- 聖奧拉夫勳章（英语：Order of St. Olav）大十字頸飾級（挪威）
- 皇家六翼天使勳章騎士頸飾級（瑞典，1919年5月8日）[4]
- 大象勳章騎士級（丹麥，1923年1月24日）[5]
- 白鷹勳章騎士級（波蘭，1922年）[6]
- 王室友誼勳章（英语：Order of the Rajamitrabhorn）騎士級（泰國，1963年5月27日）[7]
- 扎克里皇室勳章騎士級（暹羅，1925年1月30日）[8]
- 強國勳章（英语：Order of Ojaswi Rajanya）（尼泊爾，1960年4月19日）[9]
- 西加都納勳章（英语：Order of Sikatuna）大頸飾級（菲律賓，1966年9月28日）[10]
- 南十字勳章（英语：Order of the Southern Cross）大十字級（巴西，1955年）[11]
- 最神聖報喜勳章（英语：Supreme Order of the Most Holy Annunciation）騎士（意大利，1916年10月31日）[12]
- 意大利共和国功绩勋章大十字骑士颈饰级（意大利，1982年3月9日公布[13]）：意大利总统佩尔蒂尼于1982年3月9日至15日对日本进行国事访问[14]。
- 利奧波德勳章大頸飾級（比利時）
- 波沃諾王家勳章（英语：Royal Order of Pouono）（東加）[15]
- 皇家維多利亞勳章名譽大十字騎士（GCVO勳銜。英國；1921年5月）
- 巴斯勳章名譽大十字騎士（GCB勳銜。英國；1921年5月）[16]
- 嘉德勳章外籍騎士（KG勳銜。英國；1929年授予，1941年褫奪，1971年恢復）[17]
- 英國皇家學會外籍會員（1971年）[18]
- 文莱王室成员王冠勋章（英语：Royal Family Order of the Crown of Brunei）第一級（文莱）
- 金羊毛騎士團騎士（西班牙，1928年10月6日）[19][20]
- 卡洛斯三世勋章（英语：Order of Charles III）大十字頸飾級（西班牙，1923年6月4日）[21]
- 救世主勳章大十字級（希臘）
- 聖喬治與君士坦丁勳章（英语：Order of Saints George and Constantine）頸飾級（希臘）
- 白獅勳章頸飾級（捷克斯洛伐克，1928年）[22]
- 所羅門勳章（英语：Order of Solomon）頸飾級（衣索比亞）[23]
- 联邦王室勋章（马来西亚，1964年）